# Sveučilište u Kaliforniji, Los Angeles
Sveučilište u Kaliforniji, Los Angeles (engl. University of California, Los Angeles, kratica: UCLA) je američko sveučilište u Los Angelesu u saveznoj državi Kaliforniji čije glavno sjedište se nalazi u naseljenom području četvrti Westwood. 
To je 12. sveučilište na svijetu koje je rangirano po međunarodnoj akademskoj ljestvici (stanje 2011. godine).

## Povijest
Utemeljeno je kao jedna od podružnica državnih sveučilišta 1919. godine. Drugo je po redu najstarije središte u sustavu kalifornijskih sveučilišta s najvećim brojem upisanih studenata u državi.
Većina programa ovog kalifornijskog sveučilišta spada među dvadeset najkvalitetnijih u SAD-u. Izdanje časopisa "Washington Monthly" iz rujna 2006. proglasilo je ovo sveučilište četvrtim među najkvalitetnijim sveučilištima u SAD-u. U izdanju za 2007. "U.S. News & World Reporta" dobilo je 26. mjesto u poretku "Najboljih američkih sveučilišta".
Također, UCLA je rangirala Međunarodna znanstvena fondacija (National Science Foundation) kao javno znanstveno sveučilište broj 1 u SAD-u (po iznosu istraživačkih troškova) i kao drugo najkvalitetnije sveučilište od svih javnih i privatnih sveučilišta u SAD-u, odmah nakon "Sveučilišta John Hopkings".
Jedno je od najselektivnijih sveučilišta u SAD-u. 2005. godine ga je upisalo 11 750 studenata, a prijavilo se više od 47 000. U tom semestru u UCLA je poslano više molbi nego u bilo koje drugo sveučilište u zemlji. Sportske momčadi ovog sveučilišta koje se natječu pod nazivom "The Bruins", pobijedile su na 120 nacionalnih prvenstava i 99 prvenstava više od svih ostalih sveučilišta u organizaciji NCAA (National Collegiate Athletic Association) do 2006. Također, sveučilište je tijekom 2006. završilo "UCLA kampanju" u koju je uloženo više od 3,05 milijardi dolara i to je trenutno najuspješnija kampanja prikupljanja sredstava u povijesti visokog školstva. Studenti dolaze iz čitavog SAD-a i iz više od 100 stranih zemalja, a većina studenata diplomskog studija su iz Kalifornije.